# Coelorinchus aratrum
Coelorinchus aratrum е вид лъчеперка от семейство Macrouridae.

## Разпространение и местообитание
Видът е разпространен в САЩ (Хавайски острови).
Среща се на дълбочина от 512,1 до 512,4 m, при температура на водата около 7 °C и соленост 34,1 ‰.

## Описание
На дължина достигат до 35,5 cm.